# Дождь (фильм, 2001)
«Дождь» (перс. باران‎) — кинофильм режиссёра Маджида Маджиди, снятый в 2001 году.

## Сюжет
Латиф работает на стройке в Иране, покупая еду и разнося её другим рабочим. На этой же стройке незаконно работают многие беженцы-афганцы.
Один из рабочих-афганцев, Наджаф, падает со второго этажа и ломает ногу. Чтобы прокормить семью, он присылает работать своего сына, Рахмата. Он слабосилен, и начальник стройки Мемар даёт ему работу Латифа, а того переводит на строительство.
Рахмат справляется с провизией гораздо лучше Латифа, и тот мстит Рахмату.
Позже Латиф узнаёт, что Рахмат — девушка, и влюбляется в неё.
Однажды на стройку приезжают инспекторы и пытаются поймать Рахмат. Латиф помогает ей бежать, но в результате Мемар вынужден уволить всех афганцев.
Латиф ищет и находит Рахмат (её настоящее имя — Баран). Он помогает её семье деньгами, полученными за проданный паспорт, чтобы они могли вернуться в Афганистан.

## В ролях
- Хоссейн Абедини — Латиф
- Захра Бахрами — Баран
- Мохаммад Амир Наджи — Мемар
- Аббас Рахими — Солтан
- Голам Али Бахши — Наджаф

## Награды
- 2001 — Гран-при за лучший фильм и специальное упоминание экуменического жюри на Монреальском кинофестивале.
- 2001 — 7 призов международного кинофестиваля «Фаджр» (Иран): лучший фильм, режиссёр, международный режиссёр (все — Маджид Маджиди), мужская роль (Хоссейн Абедини), музыка, запись звука, сведение звука.
- 2001 — приз «Свобода выражения» от Национального совета кинокритиков США.
- 2001 — призы за лучшую режиссуру и лучший сценарий на Хихонском кинофестивале.
- 2001 — номинация на премию «Международный экран» от Европейской киноакадемии.
- 2001 — участие в конкурсе Чикагского кинофестиваля.
- 2002 — номинация на премию «Спутник» за лучший фильм на иностранном языке.